# Терофіти

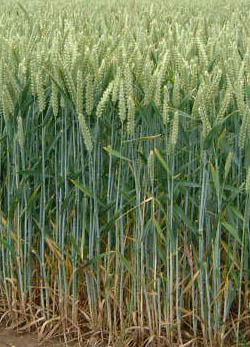
Пшениця Triticum aestivum

Терофіти (від дав.-гр. θέρος («theros») — літо, φυτόν («phyton») — рослина) — рослини, в яких бруньки відновлення містяться в насінині, з якої розвивається новий рослинний організм. Одна з життєвих форм рослин за системою Раункієра.
До терофітів належать, наприклад, грицики, коноплі, жито, пшениця, овес, мак та інші однорічні рослини.
Терофіти відмирають в несприятливі пори року, вони не мають зимуючих бруньок чи пагонів.
Поновлюються виключно за рахунок насіння, яке легко витримує сильні морози і посуху. Більшість терофітів — рослини середземноморського походження, характерні для пустель, напівпустель, південних степів Північної півкулі (багато хрестоцвіті, макові та ін); в лісовій зоні представлені головним чином бур'янами полів (наприклад, волошка синя, талабан, грабельки).